# Leptostylopsis ornatus
Leptostylopsis ornatus es una especie de escarabajo longicornio del género Leptostylopsis, tribu Acanthocinini, familia Cerambycidae. Fue descrita científicamente por Fisher en 1928.

## Distribución
Se distribuye por Jamaica.

## Descripción
La especie mide 6,5-11 milímetros de longitud. El período de vuelo ocurre en los meses de febrero, octubre y noviembre.